# Wasilij Smirnow (konstruktor)
Wasilij Aleksandrowicz Smirnow (ros. Васи́лий Алекса́ндрович Смирно́в, ur. 4 stycznia 1922 we wsi Wymły w guberni twerskiej, zm. 1996 w Petersburgu) – radziecki konstruktor statków, dwukrotny Bohater Pracy Socjalistycznej (1960 i 1978).

## Życiorys
Skończył 8 klas szkoły i szkołę fabryczno-zawodową, pracował w stoczni w Leningradzie, gdzie remontował okręty. W 1942 wstąpił ochotniczo do Armii Czerwonej, uczestnik wojny z Niemcami i przełamania blokady Leningradu, 1946 zdemobilizowany, wrócił do pracy w stoczni, gdzie został brygadzistą. Później brał udział w budowie statków towarowych, towarowo-pasażerskich, pasażerskich, tankowców, okrętów-chłodni, masowców lodołamaczy i statków naukowo-badawczych. W latach 60. i 70. brygada stoczniowców pod jego kierunkiem uczestniczyła w budowie seryjnych tankowców typu „Pekin” (wyporność 40 000 ton) i typu „Sofia” (wyporność 62 000 ton), a także serii atomowych lodołamaczy drugiej generacji, w tym lodołamacza „Arktyka”, który w 1974 osiągnął biegun północny i ciężkich atomowych krążowników rakietowych. Od 31 października 1961 do 30 marca 1971 zastępca członka, a od 9 kwietnia 1971 do 24 lutego 1976 członek KC KPZR.

## Odznaczenia
- Medal Sierp i Młot Bohatera Pracy Socjalistycznej (dwukrotnie - 28 maja 1960 i 23 czerwca 1978)
- Order Lenina (trzykrotnie - 28 maja 1960, 25 marca 1974 i 23 czerwca 1978)
- Order Wojny Ojczyźnianej II klasy (11 marca 1985)
- Medal „Za pracowniczą dzielność” (dwukrotnie - 9 października 1952 i 26 kwietnia 1963)
- Medal „Za pracowniczą wybitność” (2 października 1950)

I inne.